# Arakonam
Arakonam é uma cidade e um município no distrito de Vellore , no estado indiano de Tamil Nadu.

## Demografia
Segundo o censo de 2001,  Arakonam  tinha uma população de 77,453 habitantes. Os indivíduos do sexo masculino constituem 50% da população e os do sexo feminino 50%. Arakonam tem uma taxa de literacia de 80%, superior à média nacional de 59.5%; com 54% para o sexo masculino e 46% para o sexo feminino. 9% da população está abaixo dos 6 anos de idade.